# قطب‌الدین راوندی
قطب‌الدین سعید بن عبدالله راوندی (۵۷۳-؟ ق)، از علما و فقهای شیعه در قرن ششم هجری قمری است.

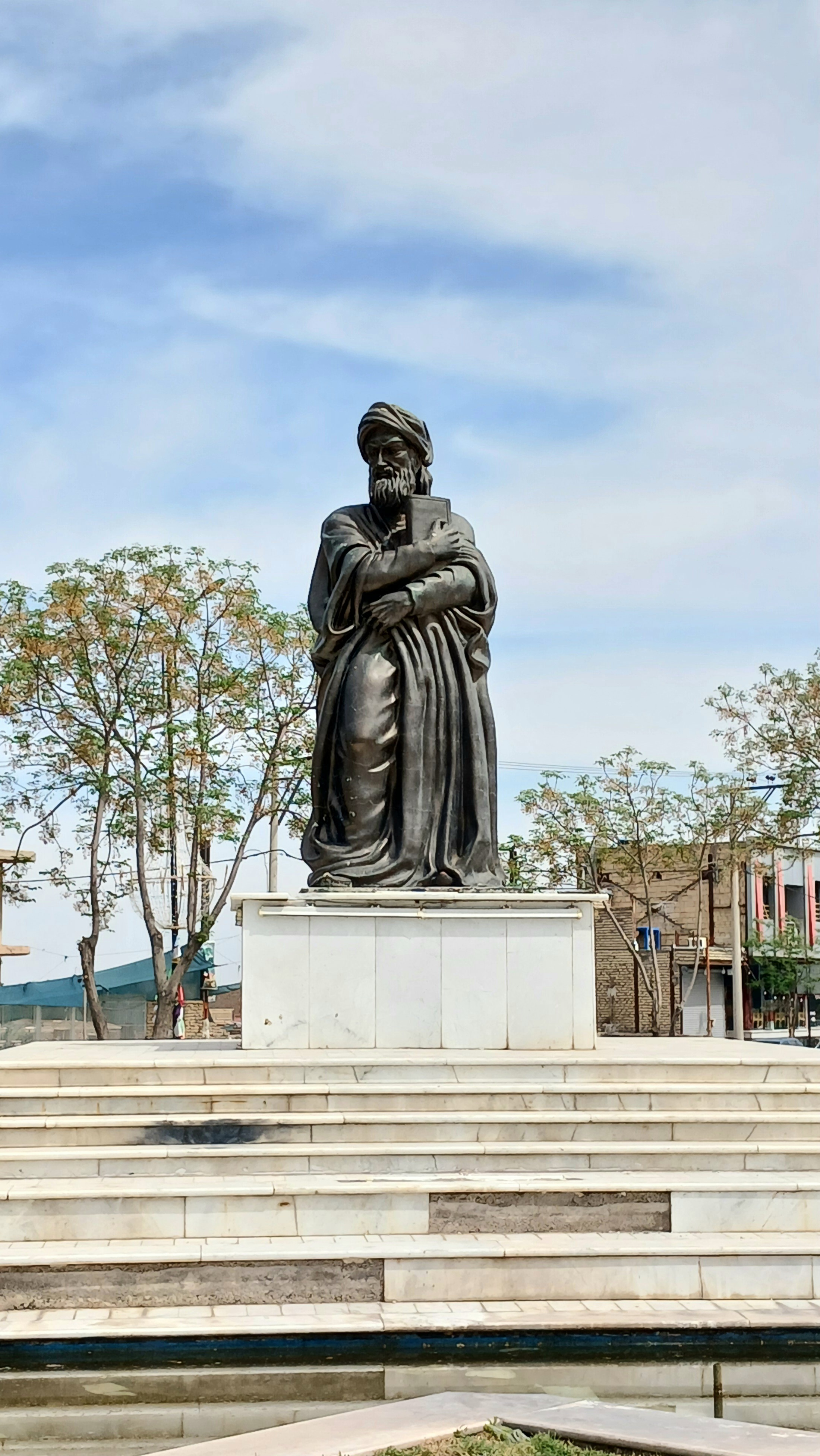
تندیس قطب الدین راوندی در میدان مرکزی شهر راوند

## زندگی‌نامه
شیخ قطب‌الدین، ابو الحسن یا ابو الحسین، سعید بن عبدالله بن حسین بن هبة الله بن حسن راوندی کاشانی، محدث، مفسر، متکلم، فقیه، فیلسوف و تاریخ‌دان شیعه در قرن ششم هجری است. بسیاری اوقات نیز او را به جدش نسبت داده و می‌گویند سعید بن هبة الله راوندی. پدر و پدر بزرگ قطب راوندی از علمای بزرگ زمان خود بودند. او در شهر راوند کاشان به دنیا آمد و در سال ۵۷۳ قمری در شهر قم درگذشت. اکنون آرامگاه وی در صحن بزرگ حرم حضرت معصومه سلام الله علیها قرار دارد.
وی تحصیلات ابتدایی را نزد پدر خویش فرا گرفت. پس از آن در محضر درس شیخ ابو علی طبرسی، عمادالدین طبری و سید مرتضی رازی بهره فراوان برد؛ سپس به شهر قم رهسپار شد تا از علمای آن دیار نیز بهره‌مند گردد و در مدتی کوتاه از چهره‌های سرشناس شیعه گردید.
قطب‌الدین در آثار خود موضوعات متنوعی از علوم و معارف اسلامی را به بحث گرفته و در علم تفسیر، فقه، حدیث، فلسفه، کلام، تاریخ و دیگر موضوعات نوشتارهای فراوانی بر جای نهاده‌است. وی در نوشته‌هایش تمام جوانب موضوع را بررسی کرده و به نگاهی گذرا اکتفا نمی‌کند.
دیدگاه دیگران را-چه موافق و چه مخالف- به درستی نقل می‌کند و مانند انسانی که حق را برای حق می‌خواهد به کاوش در نظریات دیگران می‌پردازد. از این رو، کسانی که در صدد معرفی وی برآمده‌اند عباراتی را در وصف شان و منزلت او به‌کار برده‌اند.

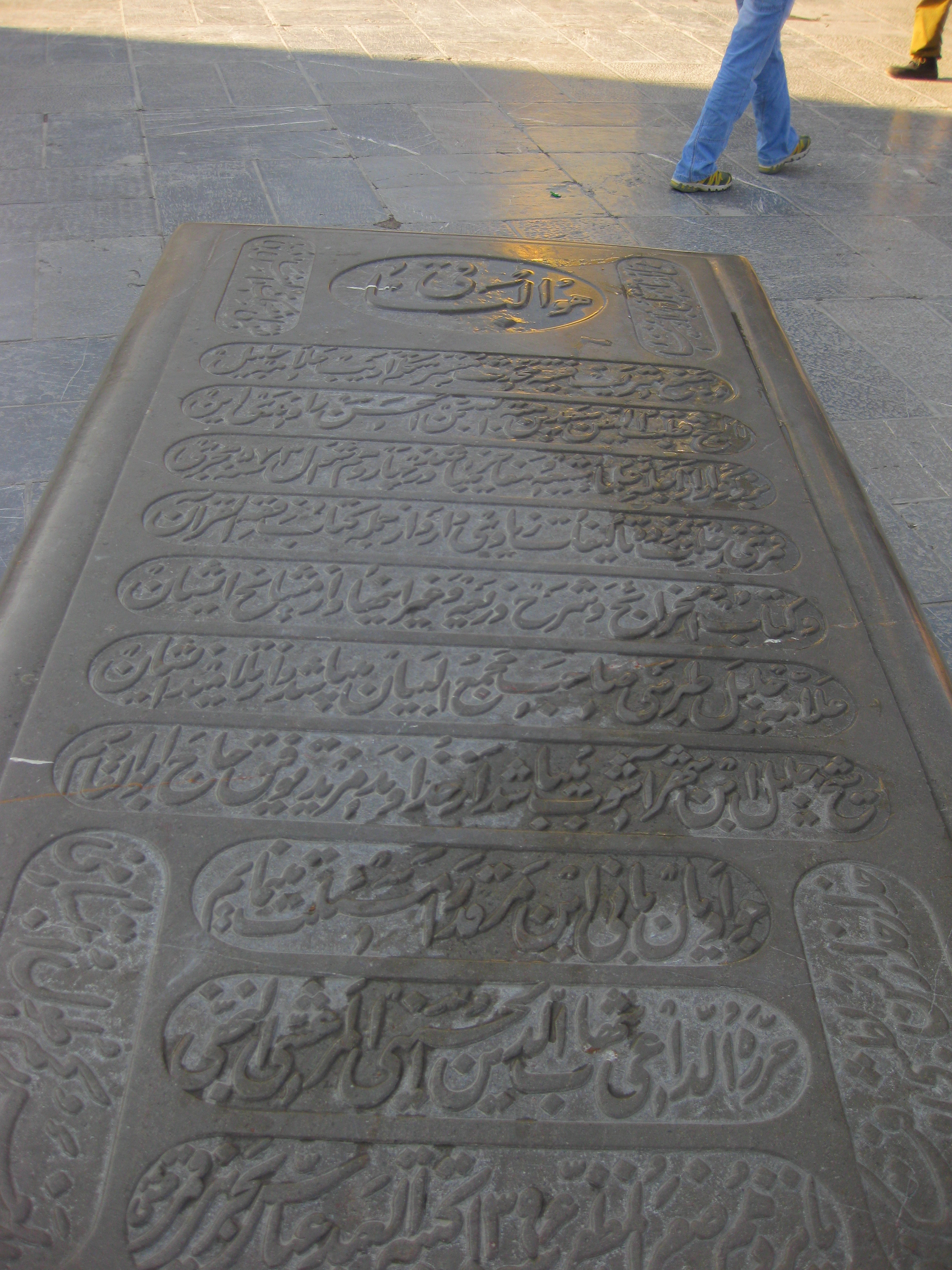
سنگ مقبره قطب الدین راوندی در حرم حضرت فاطمه معصومه سلام الله علیها در شهر قم

## استادان راوندی
1. پدرش
2. شیخ ابو علی فضل بن حسن طبرسی صاحب مجمع البیان
3. عماد الدین ابو جعفر طبری
4. صفی الدین، سید مرتضی ابن داعی رازی و برادرش سید مجتبی
5. سید ابو الصمصام، ذوالفقار بن محمد بن معبد حسینی
6. شیخ ابو جعفر حلبی
7. محمد بن حسن، پدر خواجه نصیر الدین طوسی
8. ابو عبدالله، حسن مؤدب قمی
9. ابوالقاسم، حسن بن محمد حدیقی
10. ابو منصور، شهریار بن شیرویه بن شهریار دیلمی

## شاگردان
1. نصیر الدین حسین بن سعید راوندی، فرزندش
2. ظهیر الدین محمد بن سعید راوندی، دیگر فرزند او
3. قاضی احمد بن علی بن عبد الجبار طوسی
4. قاضی جمال الدین علی بن عبد الجبار طوسی
5. فقیه علی بن محمد مدائنی
6. فقیه عزالدین محمد بن حسن علوی بغدادی
7. زین الدین ابو جعفر محمد بن عبد الحمید بن محمود دعویدار
8. رشید الدین محمد بن علی بن شهر آشوب مازندرانی
9. شیخ منتجب الدین

## آثار
آثار قطب‌الدین به بیش از ۶۰ جلد می‌رسد که در علوم گوناگون و معارف اسلامی نگاشته شده و از آن جمله‌اند:
1. فقه القرآن
2. شرح آیات الأحکام
3. إحکام الأحکام
4. الاختلاف بین المفید و المرتضی فی بعض المسائل الکلامیة
5. أسباب النزول
6. الأغراب فی الإعراب
7. ألقاب الرسول و فاطمة و الأئمة علیهم‌السلام
8. الإنجاز فی شرح الإیجاز فی الفرائض
9. تهافت الفلاسفة
10. جواهر الکلام فی شرح مقدمة الکلام

آیت الله مرعشی نجفی به پاس خدمات او، سنگ قبری بلند و با شکوه بر فراز قبرش به یادگار نهاد تا زایران حرم معصومه در ابتدای ورود و خروج از صحن چشمانشان به قبر وی بیافتد.